# Ruta de Illinois 114
La Ruta de Illinois 114, y abreviada IL 114 (en inglés: Illinois Route 114) es una carretera estatal estadounidense ubicada en el estado de Illinois. La carretera inicia en el oeste desde la IL 1  , IL 17   en Momence hacia el este en la IN 10  en la frontera con Indiana. La carretera tiene una longitud de 11,9 km (7.40 mi).

## Mantenimiento
Al igual que las autopistas interestatales, y las rutas federales y el resto de carreteras estatales, la Ruta de Illinois 114 es administrada y mantenida por el Departamento de Transporte de Illinois por sus siglas en inglés IDOT.